# Wairau Bar

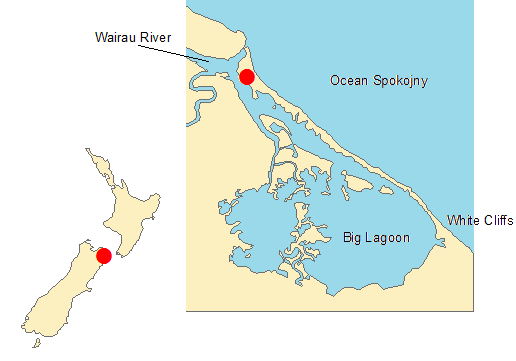
Położenie stanowiska archeologicznego Wairau Bar (czerwony punkt) w Nowej Zelandii

Wairau Bar, również Te Pokohiwi – stanowisko archeologiczne położone około 10 km na wschód od miasta Blenheim na Wyspie Południowej (Nowa Zelandia). Skatalogowane jest w New Zealand Archaeological Association Site Recording Scheme (pol. Nowozelandzki Związek Archeologiczny ds. Rejestracji Stanowisk) pod numerem P28/21. Stanowisko odkryte w 1939 roku usytuowane jest na północnym krańcu ośmiokilometrowej ławicy, która rozciąga się pomiędzy White Cliffs na południu a ujściem rzeki Wairau River na północy.
Wairau Bar odgrywa kluczową rolę w badaniach nad poznaniem prehistorii Nowej Zelandii. Na stanowisku zostały odnalezione jedne z najstarszych śladów działalności Maorysów na Nowej Zelandii. Odkryto łącznie 44 miejsca pochówku oraz liczne artefakty (m.in.: topory, błystki, noże krzemienne, szydełka), a także liczne kości zwierząt, w tym wymarłych gatunków (m.in. ptaków moa, orła Haasta, polinezyjskiego psa kurī, tracza auklandzkiego). Stanowisko datowane jest na okres od 1285 do 1300 roku n.e. i jest najstarszą znaną osadą ludzką na Nowej Zelandii. Badania artefaktów, jak i genetyczne potwierdzają, że Nowa Zelandia została zaludniona przez ludy zamieszkujące wschodnią część Polinezji (m.in.: Wyspy Cooka, Markizy, Wyspy Towarzystwa).
Wykopaliska na stanowisku prowadzono w trzech okresach: 1942–1959, 1963–1964 i ostatnie w latach 2008–2009. Powierzchnia stanowiska szacowana jest na 11 ha, od początku prowadzonych prac przebadano raptem 16,87 a.

## Historia wykopalisk

### Odkrycie
Pierwsze znaleziska na stanowisku Wairau Bar sięgają lat 20. XX wieku i dokonywane były przez lokalnych entuzjastów wykopalisk, w których trakcie odnaleziono liczne artefakty, jak i szczątki wymarłej fauny. W 1925 roku rodzina rolnicza państwa Eyles podczas orania ziemi znalazła artefakty i – jak ówcześnie uważano – kości bydła (przypuszczalnie były to kości moa). Odkrycie to zainteresowało lokalnych poszukiwaczy, w szczególności Williama J. Elvy'ego, Herrica Timmsa i Dona Marcha, którzy prowadzili poszukiwania za pomocą wideł. W styczniu 1939 roku uczeń Jim Eyles dokonał odkrycia pierwszego grobu na stanowisku w Wairau Bar, który znajdował się około 90 m od jego domu. W skład grobu wchodziły ludzkie szczątki oraz jajo moa i naszyjnik wykonany z kości wielorybiej. Ostatecznie jajo i naszyjnik zostały odkupione przez Dominion Museum od państwa Eyles. Drugi pochówek, odkryty w 1942 roku także przez Jima Eylesa, przykuł uwagę etnologa Rogera Duffa z Canterbury Museum, który razem z Eylesem prowadził wykopaliska w kolejnych latach.

### Wykopaliska w latach 1942–1959

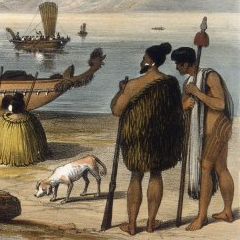
Pies rasy kurī na fragmencie obrazu pt. War Speech autorstwa Augustusa Earle z 1838 roku

Formalne badania na terenie stanowiska archeologicznego w Wairau Bar rozpoczęły się dopiero w 1942 roku wraz z odkryciem kolejnych miejsc pochówków. Analiza grobów prowadzona przez Rogera Duffa przyczyniła się do pierwszych publikacji naukowych na temat Wairau Bar. Drugi grób został odnaleziony przez Jima Eylesa w marcu 1942 roku, w pobliżu pierwszego grobu. Roger Duff o znalezisku dowiedział się z lokalnej gazety The Marlborough Express, a następnie nawiązał kontakt z Eylesem, który po odnalezieniu kolejnych pochówków miał kontaktować się z Duffem. Pierwszym opisanym przez Rogera Duffa pochówkiem było znalezisko numer trzy w kwietniu 1942 roku. Do końca 1942 roku Eyles natrafił jeszcze na cztery pochówki (odkrycia dokonane zostały w maju) oraz kości moa, muszle małży i ostryg, kamienne piece oraz ślady węgla drzewnego. Liczne badania zostały przeprowadzone w 1943 roku, w których trakcie natrafiono na pięć pierścieni wykonanych z organizmów bentosowych, zaliczanych do gromady łódkonogich, fragmenty haczyków oraz dwa kawałki nefrytu. W lutym tego samego roku Duff znalazł pierwsze kości psa kurī i odłupków znajdujących się 20 cm pod powierzchnią gruntu. Do końca 1943 roku badacze natrafili na 13 nowych pochówków. Cztery z nich zlokalizowane były na niskim grzbiecie w południowo-wschodniej części badanego terenu. W grobach odnaleziono dodatkowo paleniska, spalony wisiorek z kości wielorybiej, zęby rekinów, skorupki jaj i kręgi grzbietowe ptaków moa. W 1944 roku Eyles i Duff zlokalizowali tylko jeden nowy pochówek, który został uprzednio uszkodzony w trakcie prowadzonej orki. Eyles i Duff w 1945 roku odkryli osiem nowych pochówków – łączna ich liczba w tamtym okresie wynosiła już 29. Ponadto natrafiano na nowe artefakty: kości fok, noże krzemienne, szydełka, złamaną tabliczkę i ścięte zwierzęce kości. W 1947 roku prace były prowadzone tylko przez Jima Eylesa, który odkrył 190 artefaktów.

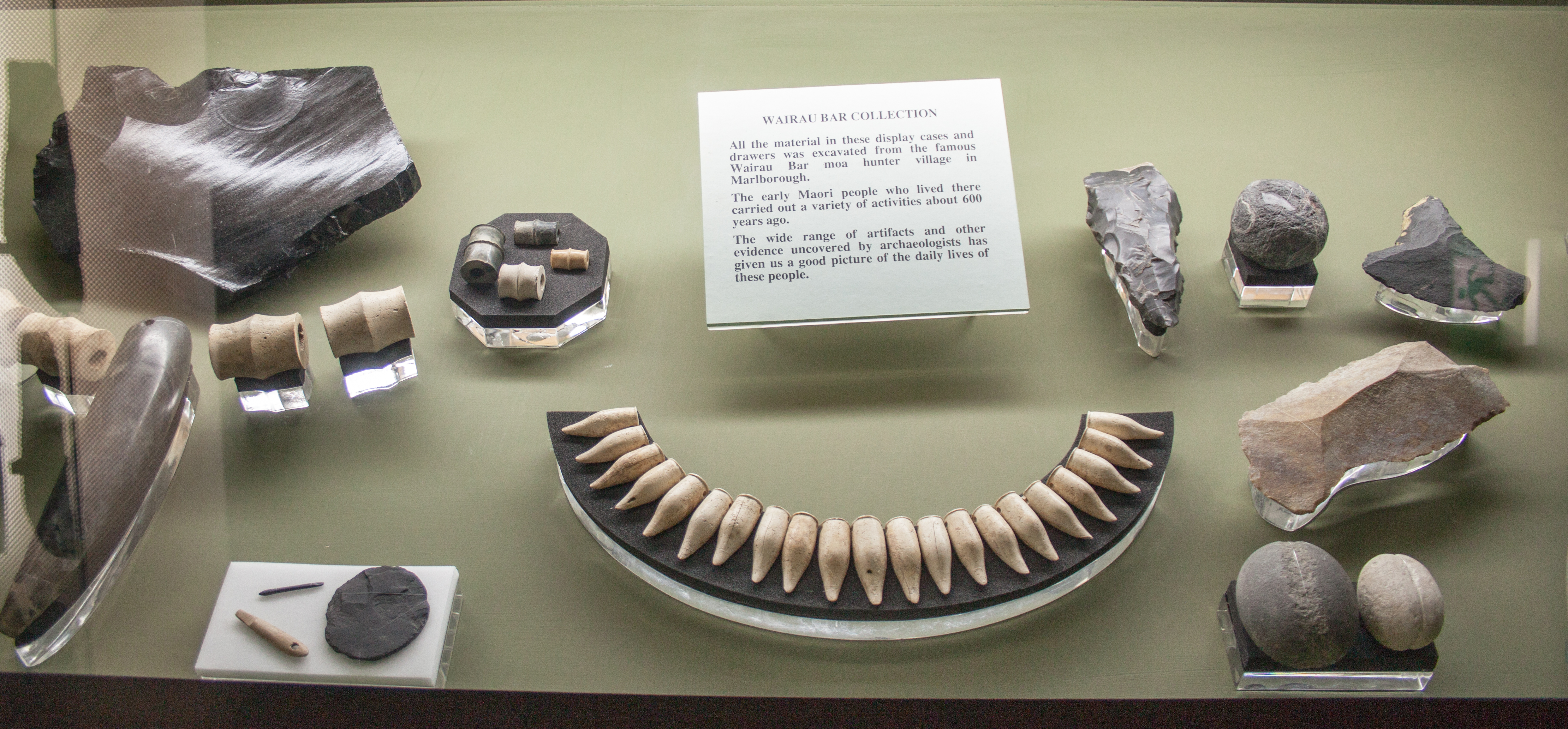
Artefakty odnalezione na stanowisku Wairau Bar (kolekcja Canterbury Museum)

W 1950 roku Jim Eyles został włączony do personelu badawczego Canterbury Museum. Podczas prowadzonych prac natrafiono po raz pierwszy na szkielety szczurów polinezyjskich, odnaleziono elementy do połowów ryb (części haczyków, błystkę i kołowrotek) i topór. Napotkano na ślady zagłębień z popiołem, które prawdopodobnie były wykorzystywane jako paleniska; ponadto natrafiono na 15 kręgów moa i przewiercony ząb walenia z rodziny morświnowatych. Od 26 grudnia 1951 do 18 stycznia 1952 roku Eyles razem z wolontariuszami (D. Millar, H. Dephoff i G. Palmer) odkopali siedem nowych pochówków w Wairau Bar, a ich łączna liczba wzrosła do 36. W styczniu 1952 roku zidentyfikowano nowe obiekty archeologiczne, w tym dwa wyposażone w małe kominki. Dalsze prace archeologiczne były kontynuowane w 1955 roku, wówczas na stanowisko powrócił Roger Duff z doktorem Robertem Bellem. Głównym celem badań prowadzonych w tym roku było odnajdywanie i opisywanie obiektów archeologicznych. Do końca 1956 roku liczba odnotowanych grobów wzrosła do 40, trzy z odkrytych pochówków zostały odnalezione indywidualnie przez Eylesa, a jeden we współpracy z Michaelem Trotterem. Kolejne prace archeologiczne prowadzone były w 1959 roku przez zespół z Canterbury Museum głównie w południowej części stanowiska gdzie natrafiano jeszcze na cztery nowe pochówki, zwiększając ich liczbę do 44. Geolog Harold Wellman wykonał pierwszą stratygrafię badanego obszaru i wyróżnił 8 poziomów.
| Warstwa | Opis                                                                                             |
| ------- | ------------------------------------------------------------------------------------------------ |
| A       | Najgłębsza warstwa, zbudowana z luźnego i drobnego żwiru, prawdopodobnie pochodzenia morskiego.  |
| A1      | Zdeponowany morski piasek, przykryty żwirem.                                                     |
| B       | Warstwa w postaci soczewki, pomiędzy warstwą A i C.                                              |
| C       | Główna warstwa zawierająca liczne kości moa.                                                     |
| D       | Cienka warstwa w postaci soczewki, zbudowana z mułu.                                             |
| E       | Cienka warstwa, znajdująca się tuż nad warstwą D, około 2,5 cm grubości.                         |
| F       | Warstwa w której zdeponowane zostały skamieniałości mięczaków z gatunku Austrovenus stutchburyi. |
| G       | Najpłytsza warstwa w której zostały zdeponowane osady aluwialne.                                 |

### Wykopaliska w latach 1963–1964
W grudniu 1963 roku Canterbury Museum wznowiło wykopaliska na terenie Wairau Bar, które trwały do stycznia następnego roku. Prace w latach 60. XX wieku prowadzone były przez zespół Owena Wilkesa i dotyczyły dokładniejszego rozpoznania stratygraficznego terenu. Prace prowadzono w trzech różnych miejscach. Pierwsze zlokalizowane było na skraju laguny (oznaczone jako A4/B4 Trench); drugie miejsce bezpośrednio przylegało do miejsca, gdzie odnaleziono pierwsze pochówki (oznaczone jako E2 Trench); natomiast trzecie miejsce usytuowane było wzdłuż zachodniego krańca grzbietu głównej plaży (oznaczone jako Pit E Trench).
| Warstwa | Opis |
| ------- | --- |
| 1       | Warstwa najgłębsza zbudowana z frakcji żwirowej, od strony morza z większym udziałem frakcji piaszczystej. Pochodzenia prawdopodobnie morskiego co sugerowane jest nachyleniem warstwy od strony morza pod kątem 0 – 10° oraz obecnością muszli małży i wąsonogów. Dodatkowo w warstwie występują skały wulkaniczne, które zostały naniesione przez rzeką Awatere River. Datowanie pumeksu pozwoliło oszacować wiek utworzenia warstwy na około 200 rok n.e. |
| 2a      | Warstwa zbudowana z błotnistego piasku, która sprzyjała zachowaniu się artefaktów w dobrym stanie. |
| 2b      | Warstwa zbudowana z chropowatego, błotnistego piasku o odcieniu szarym. Górna i dolna część warstwy nachylone były w kierunku wschodnim co świadczy o obecności w tym miejscu ujścia rzeki. Obecność mięczaków z gatunku Aulacomya atra. |
| 3a      | Warstwa zbudowana z frakcji piaszczystej i żwirowej o odcieniu brązowym. Obecność kości i odłupków. |
| 3b      | Warstwa cechuje się występowaniem nielicznych artefaktów, natomiast odnaleziono w niej rumowisko kości moa, kości fok, części skorupiaków oraz węgiel drzewny. |
| 4       | Główna warstwa, nosząca ślady orki, zbudowana z żwiru o rozmiarach od 4 do 64 mm. Występują artefakty, oraz ślady działalności ludzkiej (ślady zatopionego paleniska), obecność kości i muszli zwierząt. |
| 5       | Warstwa przypowierzchniowa, zbudowana z mułu wraz z domieszką żwiru. |

Na stanowisku E2 Trench podczas prowadzonych wykopalisk odkryto miejsca po co najmniej 10 piecach, a w skład artefaktów weszły następujące przedmioty: pięć toporów, haczyki, błystki, pierścienie wytworzone ze skorup mięczaków łódkonogich, pocięte kości ptaków oraz odłupki wytworzone z obsydianu i rogowca. Celem prowadzonych wykopalisk w pobliżu grobów od nr 1 do 7 było wyjaśnienie stratygraficznych relacji zachodzących pomiędzy pochówkami. Jednak ze względu na brak nowych śladów pochówków, nie udało się wyjaśnić tej relacji. Stanowisko Pit E Trench cechowało się występowaniem kamiennych pieców oraz niewielu odłupków kamiennych i kości zwierząt.

### Wykopaliska w latach 2008–2009

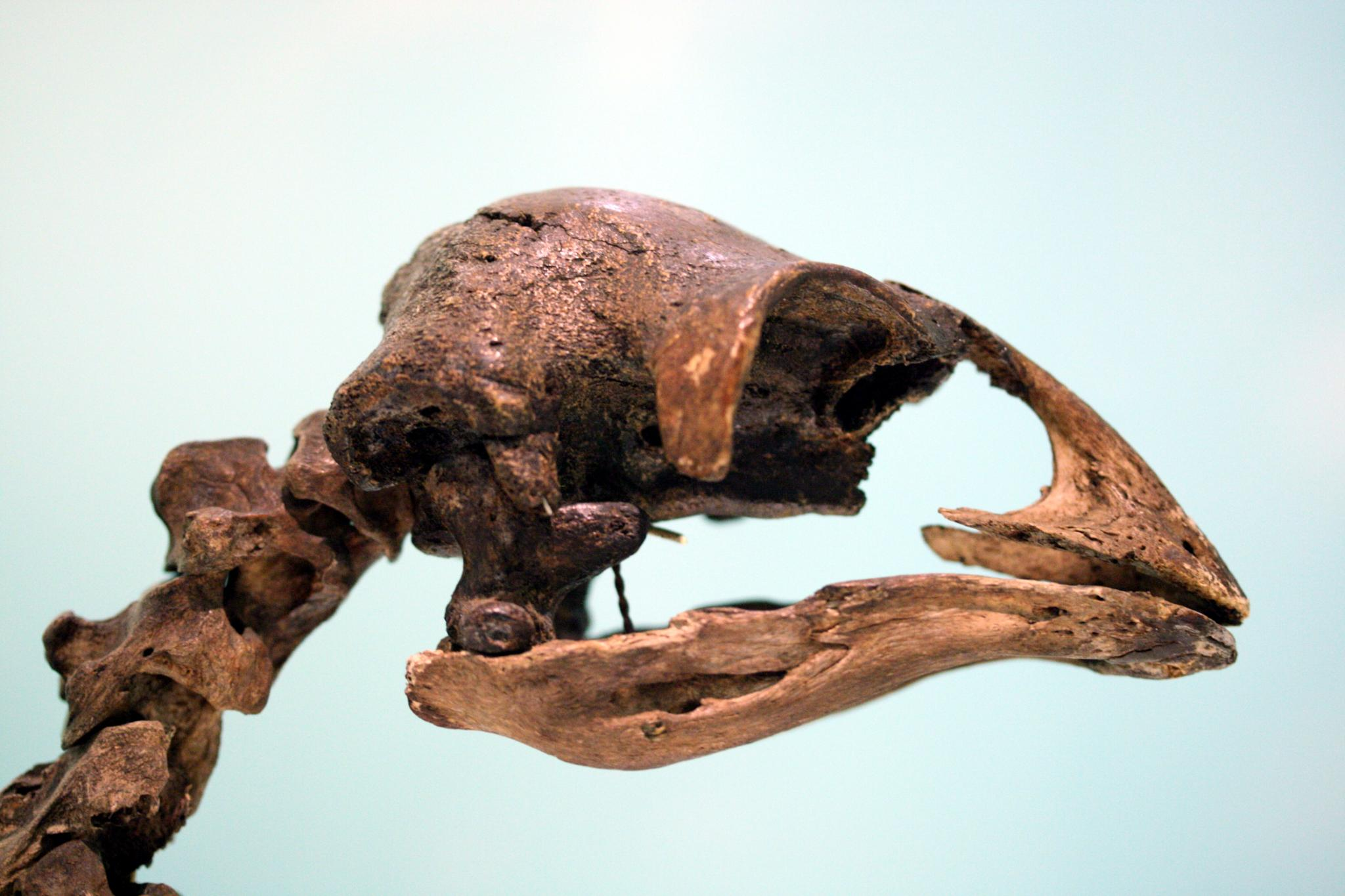
Czaszka ptaka moa

Prace archeologiczne na stanowisku zostały wznowione po 44 latach przerwy w październiku 2008 roku, na mocy umowy pomiędzy Canterbury Museum a organizacją Rangitane o Wairau w celu ponownego złożenia szczątków ludzkich do grobów w miejscu ich pierwotnego wydobycia. Umowa została zatwierdzona przez organizację New Zealand Historic Places Trust, która zaproponowałaby, ponowne złożenie szczątków odbyło się poza stanowiskiem archeologicznym. Dlatego w 2008 roku przeprowadzono badania geofizyczne na terenie, gdzie pierwotnie znaleziono pochówki i wzdłuż laguny, które uzupełniły wcześniejsze badania zlecone przez Department of Conservation prowadzone w północnej części stanowiska. Główne wykopaliska archeologiczne miały miejsce w styczniu 2009 roku. Badania zostały przeprowadzone przez Southern Pacific Archaeological Research Uniwersytetu Otago we współpracy z Canterbury Museum i Rangitane o Wairau. Łącznie prace były prowadzone na 11 stanowiskach, przebadana powierzchnia wyniosła 80 m². Stanowiska nr 1, 2 i 3 zlokalizowane były blisko pierwotnych grobów (groby oznaczone nr od 8 do 11) odkryto fragmenty odłupków wykonanych z argilitu, części toporów, narzędzia wytworzone z obsydianu i rogowca, naszyjnik zrobiony z kości moa i ponad 200 przewierconych zębów waleni z rodzinny morświnowatych. Stwierdzono obecność małych śladów po paleniskach i ślady węgla drzewnego. Na stanowiskach nr 4 i 5 w 2008 roku, podczas badań geofizycznych, zidentyfikowano obecność głębokiego pieca, a w trakcie prac wykopaliskowych odnaleziono dodatkowo szczątki zwierząt (w tym 1135 fragmentów skorup jaj ptaków moa) i kilka artefaktów. Stanowisko nr 6 zostało przebadane z powodu obecności pieca, który jak w przypadku wcześniejszych dwóch stanowisk został odkryty podczas badań geofizycznych. Stanowiska nr 7, 8 i 11 podczas badań przeprowadzonych w 2008 roku cechowały się występowaniem anomalii magnetycznych. Natrafiono w tych miejscach na ślady dwóch palenisk. W ostatnim przebadanym stanowisku nr 10 odkryto piec, czaszkę i kilka kręgów moa. Za pomocą robota TPS 1200 utworzono cyfrowy model badanego terenu. Southern Pacific Archaeological Research na podstawie przeprowadzonych badań określa powierzchnie stanowiska na minimum 11 ha, przy czym należy dokładnie określić południową granicę. Od odkrycia stanowiska w 1939 roku przebadano łącznie 16,87 a powierzchni. Ponowne uroczystości pogrzebowe odbyły się w dniu 16 kwietnia 2009 roku, podczas których starszyzna Rangitane o Wairau z powrotem pochowała 41 szczątków ludzkich w pięciu trumnach.

## Badania

### Datowanie

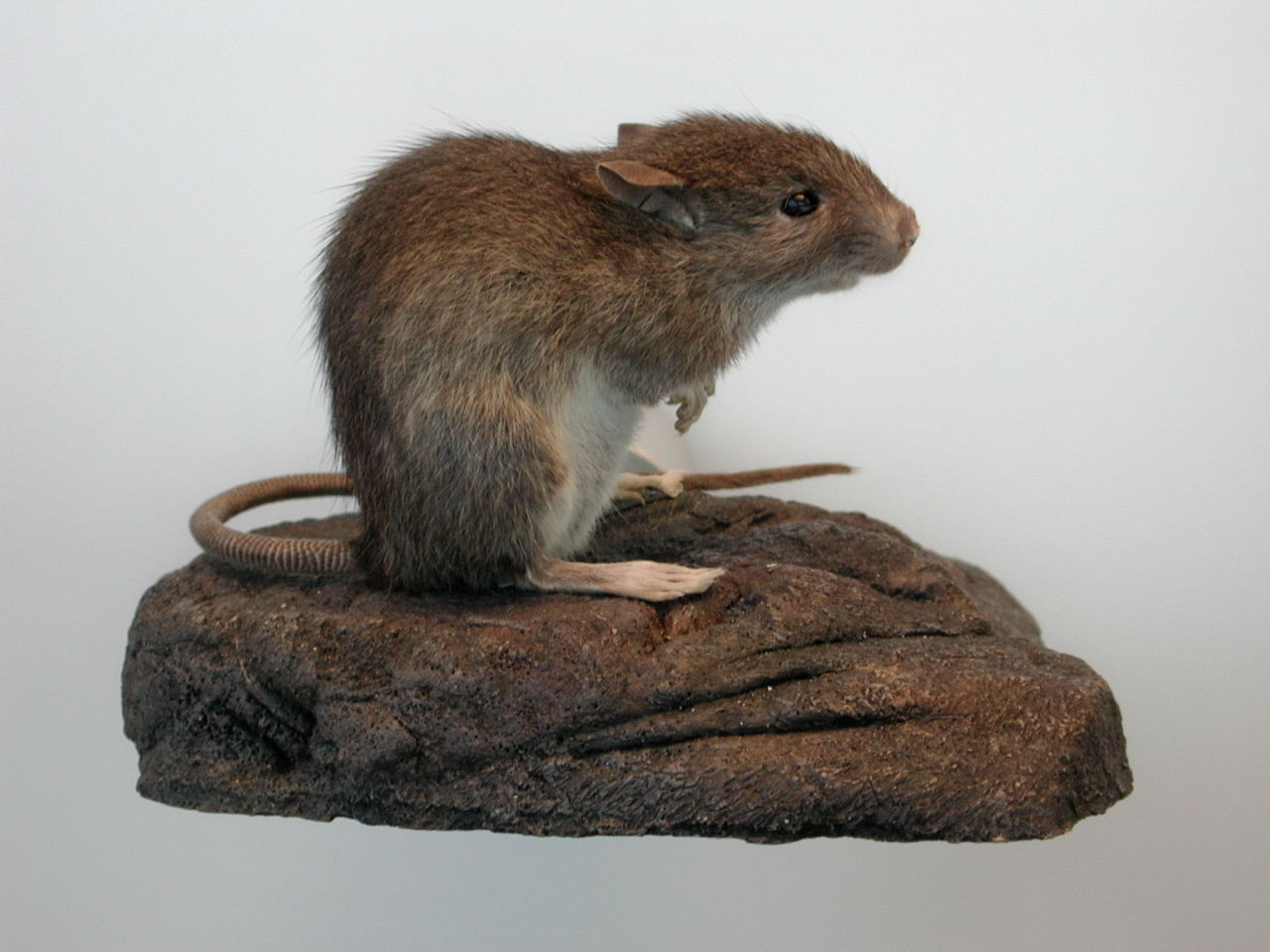
Szczur polinezyjski

Nowa Zelandia została zasiedlona przez polinezyjskich przodków Maorysów w XIII wieku. Datowanie wykonane metodą radiowęglową 30 kości szczura polinezyjskiego, który rozpowszechniał się, wraz z migracjami ludzi pozwoliło określić, że zarówno Wyspa Północna, jak i Południowa zostały zasiedlone mniej więcej w tym samym czasie, około 1280 roku n.e. Obecne datowania stanowiska Wairau Bar określają jego wiek na 1285–1300 rok n.e. Datowanie radiowęglowe zostało przeprowadzone na podstawie skorupek jaj ptaków moa, które znajdowały się w pochówkach. Wairau Bar jest najstarszą ludzką osadą odkrytą na Nowej Zelandii.
Wcześniejsze badania sugerowały wiek stanowiska na okres 1100–1300 rok n.e. Pierwsze badania zostały przeprowadzone na próbce węgla drzewnego, który został wydobyty w 1952 roku. Próbka została podzielona na dwie części, a analizy dokonały dwa ośrodki badawcze: amerykański Yale Geochronometric Laboratory i nowozelandzki Dominion Physical Laboratory. Wiek pierwszej próbki (oznaczonej numerem Y204) został określony na 1015 rok n.e. (+/- 110 lat) a drugiej (nr NZ50) na 1100 rok n.e. (+/- 50 lat). Kolejne badania radiowęglowe zostały przeprowadzone w New Zealand Institute of Nuclear Sciences w 1974 roku. Analiza została przeprowadzona na podstawie trzech próbek wydobytych pomiędzy 1959 a 1964 rokiem. Pierwszą próbkę stanowił kolagen pochodzący z ludzkiej kości (nr NZ1835) z pochówka nr 42. Wiek na podstawie tej próbki został określony na 1170 rok n.e. (+/- 80 lat). Drugą próbkę stanowiła muszla małża z gatunku Paphies australis (nr NZ1837). Wiek został określony na 1270 rok n.e. (+/- 50 lat). Ostatnią próbkę stanowił kolagen pobrany z kości ptaka moa (nr NZ1838) i jej wiek został ustalony na 1360 rok n.e. (+/- 60 lat).

### Analiza szkieletów

#### Wiek i płeć
Dane dotyczące wieku i płci populacji z Wairau Bar zostały opublikowane w 2009 roku przez Uniwersytet Otago. Wiek został oszacowany na podstawie zużycia zębów w przypadkach, w których było to możliwe oraz na podstawie morfologii stawów miednicy (spojenie łonowe). Płeć określono poprzez budowę miednicy i czaszki. Łącznie wiek i płeć określono na podstawie 42 szczątków ludzkich. Stwierdzono, że 50% stanowiły kobiety, 36% mężczyźni, a 14% nie udało się zakwalifikować do żadnej z płci. Szczątki zostały podzielone na trzy różne grupy wiekowe. Pierwsza grupa obejmowała osoby młode w wieku od 20 do 34 lat (stanowiły 47% badanych szczątków), druga osoby w średnim wieku od 35 do 49 lat (stanowiły 15%) oraz trzecia grupa osoby stare w wieku powyżej 50 lat (stanowiły 38%). Wśród kobiet struktura wieku przedstawiała się następująco: 38% zbadanych szczątków zostało zaliczonych do grupy 1; 10% do grupy 2, 33% do grupy 3, natomiast 19% szczątków kobiet nie udało się zakwalifikować do żadnej grupy wiekowej z powodu ograniczonej ilości informacji. Pośród mężczyzn do grupy 1 zakwalifikowano 46% przebadanych szczątków, do 2 grupy 20% a do 3 grupy 34%. Wcześniejsze badania opublikowane przez Houghton w 1975 roku prezentują średni wiek kobiet na 27,7 lat a mężczyzn na 26,9 lat. W grobach stwierdzono obecność 95,2% dorosłych. Brak pochówków niemowląt i dzieci próbowano wyjaśnić dwiema hipotezami. Pierwsza zakłada, że dzieci zostały pochowane w innym miejscu, druga, że ich kości nie zostały odnalezione z powodu ich wielkości i kruchości.

#### Wzrost
Na podstawie badań szkieletów przeprowadzono analizę dotyczącą wysokości mieszkańców w Wairau Bar. Wzrost został oszacowany na podstawie zachowanych kończyn. Średni wzrost mężczyzn został ustalony na 175 cm, a kobiet 160 cm. Wzrost mężczyzn został ustalony na podstawie kończyn pięciu osób (pochodzących z grobów od nr 1 do 7), ich wzrost mieścił się w przedziale od 173,5 do 176,5 cm. Wzrost kobiet został oszacowany na podstawie tylko jednego pochówku, który jako jedyny zawierał kompletne kończyny (grób nr 11) na 160 cm. Analiza procesu wzrostu kości mieszkańców z Wairau Bar, jak i innych stanowisk archeologicznych zlokalizowanych na wyspach Pacyfiku, wskazuje na występowanie zaburzeń wywołanych stresem środowiskowym (zobacz: podsekcja patomorfologia).
| Stanowisko       | Mężczyźni (cm) | Kobiety (cm) |
| ---------------- | -------------- | ------------ |
| Wairau Bar       | 175            | 160          |
| Markizy          | 174            | 156          |
| Sigatoka (Fidżi) | 174            | 164          |
| Tonga            | 174            | 168          |
| Watom Island     | 175            | 166          |
| Wyspy Cooka      | 173            | 160          |

#### Patomorfologia
Wśród przebadanych pochówków stwierdzono liczne zmiany w budowie szkieletów. Uważa się, że ich przyczynami były nie tylko choroby i urazy, ale także stres środowiskowy. Miał on wpływ na występowanie w populacji prawdopodobnie niedokrwistości (anemii). Jej oznaki zostały zaobserwowane u 7 osób z 23 przebadanych pochówków. Anemia została stwierdzona na podstawie zmian w budowie kości, które zaszły wyniku niedoboru żelaza w dzieciństwie. Wynik ten potwierdza ogólną tendencje, że niedokrwistość była powszechną chorobą występującą u prehistorycznych Maorysów. Kolejnymi schorzeniami przypisywanymi następstwom stresu środowiskowego są linie Harrisa i wady rozwojowe szkliwa. Linie Harrisa zostały zaobserwowane w dwóch z pięciu pochówków, w których zachowały się kompletne kości piszczelowe i powstawały w okresie dzieciństwa. Wady rozwoje szkliwa zostały stwierdzone u 71,4% szczątków z badanych 21 osób.
U populacji z Wairau Bar stwierdzono występowanie choroby zwyrodnieniowej stawów. Zwyrodnienie stawów jest najczęściej stwierdzaną chorobą w prehistorycznych szczątkach, w szczególności zapalenie kości i stawów. Zwyrodnienie stawów stwierdzono u 13 osób. U pięciu mężczyzn widoczne były zwyrodnienia stawów kręgosłupa (najbardziej zwyrodniałe były kręgi szyjne, w mniejszym stopniu lędźwiowe) i kończyn (w tym rąk i stóp). U dwóch mężczyzn stwierdzono zwyrodnienie stawu skroniowo-żuchwowego. Osiem niekompletnych szkieletów nosiło ślady zwyrodnienia kręgów szyjnych. Zwyrodnienia występowały przede wszystkim u starszych mężczyzn. Przyczyną zapalenia stawów zaobserwowanego u mężczyzn w obszarze dłoni i stóp, było wystąpienie choroby zwanej dną moczanową. U czterech osób stwierdzono występowanie rozsianej samoistnej hiperostozy szkieletu. Jej objawami były rozrastanie się stawu krzyżowo-biodrowego i kostnienie tkanek miękkich. U 41,2% osób pochodzących z 17 stanowisk stwierdzono regenerację tkanki kostnej, co świadczy o występowaniu częstych urazów i zakażeń. Niektóre dowody, takie jak zniszczone kręgi, kości czy żebra wskazują na prawdopodobne występowanie gruźlicy. Jednak jej obecności nie udało się potwierdzić poprzez badania materiału genetycznego na żadnym stanowisku archeologicznym położonym na wyspach Oceanu Spokojnego.
Badania jamy ustnej zostały przeprowadzone na podstawie grupy liczącej 27 osób, które posiadały odpowiednią liczbę zębów do oceny ich stanu zdrowia. Tylko 10 osób posiadało wszystkie lub większość zębów, u pozostałej części uzębienie było uszkodzone lub brakujące. W badanej grupie zdecydowaną większość stanowiły kobiety (59%, mężczyźni 33% i 8% płeć nieokreślona) oraz osoby młode w przedziale wiekowym od 20 do 34 lat. Na podstawie przeprowadzonej analizy stwierdzono u 40,7% osób utratę części zębów przed śmiercią; zapalenia i infekcje występowały głównie w starszym wieku i obejmowały 53% osób. Próchnicę stwierdzono w 22% przypadkach, przede wszystkim u kobiet w średnim i starszym wieku. Choroby przyzębia zostały stwierdzone u osób w młodym wieku u obu płci, u których dochodziło do zwapnienia płytki nazębnej i uszkodzenia dziąseł. Świadczy to o szybkim zużywaniu się zębów spowodowanym m.in.: łykowatą żywnością i niedostateczną higieną zębów. U osób najstarszych zaobserwowano maksymalne zużycie zębów, aż do korzenia.

### Powiązania z ze wschodnią Polinezją

#### Artefakty

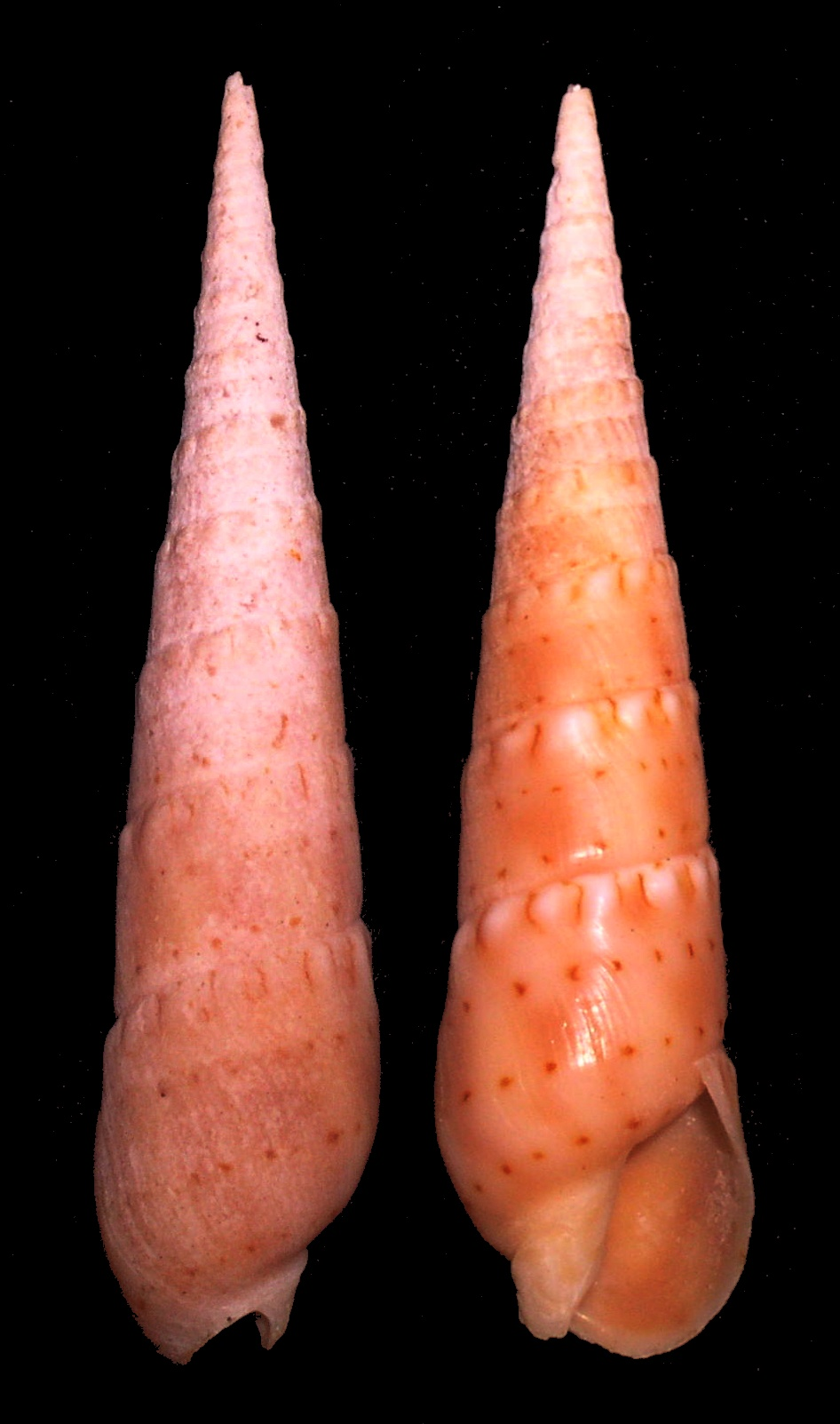
Muszla ślimaka z gatunku Oxymeris crenulata, odkryta na stanowisku w Wairau Bar

Artefakty odkryte w Wairau Bar wykazują podobieństwo do narzędzi wytwarzanych we wschodniej Polinezji i zostały wykonane w podobnym przedziale czasowym. Tym samym istnieje związek między kulturą materialną pierwszych kolonizatorów Nowej Zelandii a ludami zamieszkujących wschodnią część Oceanu Spokojnego.
Związek został stwierdzony na podstawie odkrytego gatunku ślimaka Oxymeris crenulata z rodziny Terebridae, którego wykorzystywano do wytwarzania narzędzi tnących. Oxymeris crenulata jest gatunkiem obcym dla wód przybrzeżnych Nowej Zelandii, pomimo iż jest szeroko rozpowszechniony w wodach Indo-Pacyfiku. Narzędzia wytwarzane z muszli ślimaków można podzielić na dwie główne grupy. Do pierwszej zaliczane są narzędzia wykonane z muszli ślimaków należących do mitr. Narzędzia z ich skorup wytwarzane były głównie w zachodniej części Pacyfiku (przede wszystkim Melanezja i archipelag wysp Nowe Hebrydy). Druga grupę stanowią narzędzia wykonane we wschodniej części Pacyfiku z muszli ślimaków z rodziny Terebridae, których najstarsze ślady wykorzystania pochodzą z wyspy Buka datowane na 8050–3550 rok p.n.e. Artefakty wykonane z ich muszli spotyka się głównie w środkowo-wschodniej części Polinezji: na Markizach, na wyspie Rurutu i Tubuai oraz na Wyspach Cooka i Wyspach Towarzystwa. Datowanie radiowęglowe artefaktów znalezionych na Wyspach Towarzystwa pozwoliło określić ich wiek na 1025–1120 rok n.e., a ich rozprzestrzenienie na pozostałe wyspy miało miejsce pomiędzy 1190–1290 rokiem n.e.

#### Badania genetyczne
Badania genetyczne zostały przeprowadzone na grupie 19 osobników, z których pobrano materiał genetyczny pochodzący z kości i zębów. Kompletny lub prawie kompletny mitochondrialny mtDNA udało się uzyskać tylko od 2 osobników, a od 2 kolejnych częściowe sekwencje mitochondrialnego mtDNA. Haplotyp udało się ustalić na podstawie materiału pobranego od trzech osobników. Materiał pobrany od dwóch osobników został zaliczony do haplogrupy B4a1a1a3, a od jednej do haplogrupy B4a1a1a. Badania genetyczne wskazują, że osadnicy pochodzili ze wschodniej części Polinezji. Stwierdzono szeroki zakres polimorfizmu w populacji z Wairau Bar, co wskazuje, że osadnicy byli częścią stosunkowo dużej grupy. Taka sama haplogrupa jak w populacji z Wairau Bar występuje ponadto w populacjach na Nowej Gwinei, Nowych Hebrydach, Tonga, Wyspie Bougainville’a, Wyspach Cooka, Wyspach Samoa i na Madagaskarze.

### Fauna

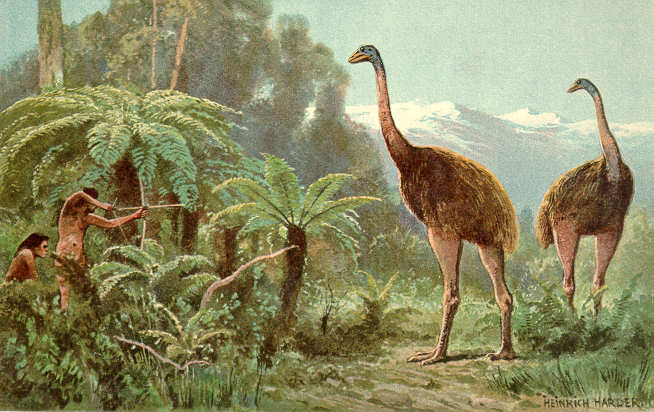
Ilustracja z około 1920 roku, przedstawiająca polowanie na moa

Wstępna analiza taksonomiczna szczątków gatunków ptaków wchodzących w skład diety mieszkańców Wairau Bar została dokonana przez Falla w 1942 roku. Kolejne analizy zostały przeprowadzone przez Duffa (1950; 1956; 1977), Wilkesa (1964), Scarletta (1974), Andersona (1989) i Smitha (1989). Na stanowisku zidentyfikowano 3019 kości ptaków, które zostały przypisane do 56 gatunków, w tym 19 gatunków wymarłych na Wyspie Południowej.
Zdecydowana większość kości (1103) została przypisana do sześciu gatunków ptaków moa. Przeprowadzone analizy stwierdziły, że na stanowisku zostało zabitych i skonsumowanych 8733 moa oraz 2380 ich jaj. Uznaje się, iż przyczyną wymarcia ptaków moa były nadmierne polowania prowadzone przez ludzi. Ponadto stwierdzono obecność sześciu gatunków ptaków, które rzadko występowały w pobliżu siedzib ludzkich: orzeł Haasta i Aptornis defossor, a z rodziny kaczkowatych: tracz auklandzki, Biziura delautouri, Cnemiornis calcitrans i Malacorhynchus scarletti. Spośród odkrytych 19 wymarłych gatunków wszystkie wyginęły po przybyciu człowieka.
Stwierdzono również obecność zwierząt związanych z osadnictwem ludzkim: polinezyjskiego psa domowego kurī, kury domowej i szczura polinezyjskiego. Kura została zidentyfikowana na podstawie kości ramieniowej. Tafonomiczne badania sugerują, że kość należała do współczesnego ptaka.

#### Wykaz gatunków ptaków[37]
| - albatros szarodzioby; - albatros wędrowny; - Apteryx sp.; - Anomalopteryx didiformis; - Aptornis defossor'; - Biziura delautouri; - burzyk bladodzioby; - burzyk szarogrzbiety; - burzyk nowozelandzki; - Circus eylesi; - Cnemiornis calcitrans; - Coenocorypha iredalei; - Corvus antipodum; - Cyanoramphus sp.; |  | - czapla biała; - cyraneczka rdzawa; - Emeus crassus; - Euryapteryx geranoides; - Fulica prisca; - Gallinula hodgenorum; - garlica maoryska; - kaczka pacyficzna; - kaka - kazarka rajska - kędziornik; - koralnik modropłatkowy; - kormoran białolicy; - kormoran nakrapiany; |  | - kormoran srokaty; - kormoran szorstkodzioby; - kormoran zwyczajny; - kura domowa; - łabędź czarny; - Malacorhynchus scarletti; - mewa czarnodzioba; - mewa południowa; - moak wyżynny; - moa olbrzymi; - ogorzałka nowozelandzka; - orzeł Haasta; - Pachyornis sp.; - perkoz maoryski; |  | - petrelec olbrzymi; - petrelec wielki; - pingwin grubodzioby; - pingwin mały; - pingwin żółtooki; - płaskonos czarnolicy; - przepiórka nowozelandzka; - rybitwa maoryska; - sokół nowozelandzki; - sowica ciemnolica; - świergotek nowozelandzki; - takahe; - tracz auklandzki; - weka. |